# Катарина фон Бора
Kатарина фон Бора (Немачка; 29. јануара 1499 — 20. децембра 1552. године), након свог венчања Катарина Лутер,  била је супруга Мартина Лутера, немачког реформатора и основна фигура протестантске реформације. Иза онога што се налази у списима Лутера и неких његових савременика, о њој се мало зна. Упркос томе, Катарина се често сматра једним од најважнијих учесника реформације због своје улоге у одређивању протестантског породичног живота и постављању тона за бракове свештенства .

## Порекло и порекло породице
Катарина фон Бора била је кћи породице саксонског племства .  Према заједничком веровању, рођена је 29. јануара 1499. године у Липендорфу ; међутим, из савремених докумената нема доказа о овом датуму. Због различитих родова унутар породице и нејасноће око Катариног рођеног имена, постојале су и разилазе се теорије о њеном месту рођења.  

## Живот као монахиња
Након неколико година верског живота, Катарина се заинтересовала за растући покрет за реформу и постала незадовољна својим животом у самостану. Савјетујући се с неколико других сестара да побегну у тајности, контактирала је Лутера и молила га за помоћ.  На Ускрс Еве, 4 априла 1523, Лутер је послао Леонард Копе, градски одборник у Торгау и трговац који редовно доставља харинге у манастир. Сестре су побегле скривајући се у покривеном вагону Копе међу бачвама с рибама, и побегле у Витенберг . Локални студент је написао пријатељу: „ Товор кола с вагонима управо је стигао у град, сви више жељни брака него живота. Боже дај мужевима да их још горе не задесимо. " 
Лутер је првобитно тражио од родитеља и односа сестара избеглица да их поново приме у своје куће, али они су одбили, можда зато што би их они учинили саучесницима у злочину према канонском закону.  У року од две године, Лутер је успео да среди домове, бракове или запослење за све избегле часне сестре осим Катарине.. Отишла је у дом Лукаса Цранаха и његовое супруге Барбаре.
Катарина је имала неколико удварача, укључујући алумента Јероме (Хиеронимус) Баумгартнер (1498–1565) из Нирнберга са Универзитета Витенберг, и пастора, Каспар Глатз из Орламунде . Ниједан од предложених мечева није резултирао браком. Рекла је Лутеровом пријатељу и колеги реформатору, Николаусу фон Амсдорфу, да ће бити вољна удати се за само Лутера или вон Амсдорфа. 

## Брак са Лутером
Мартин Лутер, као и многи његови пријатељи, првобитно нису били сигурни да ли би уопште требало да буде ожењен. Филип Мелантхон је сматрао да ће Лутеров брак наштетити Реформацији због потенцијалног скандала. Лутер је на крају дошао до закључка да би "његов брак удовољио оцу, отео папу, натерао анђеле да се смеју, а ђаволи плачу".  Мартин Лутер се оженио Катарином 13. јуна 1525. године. 